# Saucisse de Csaba

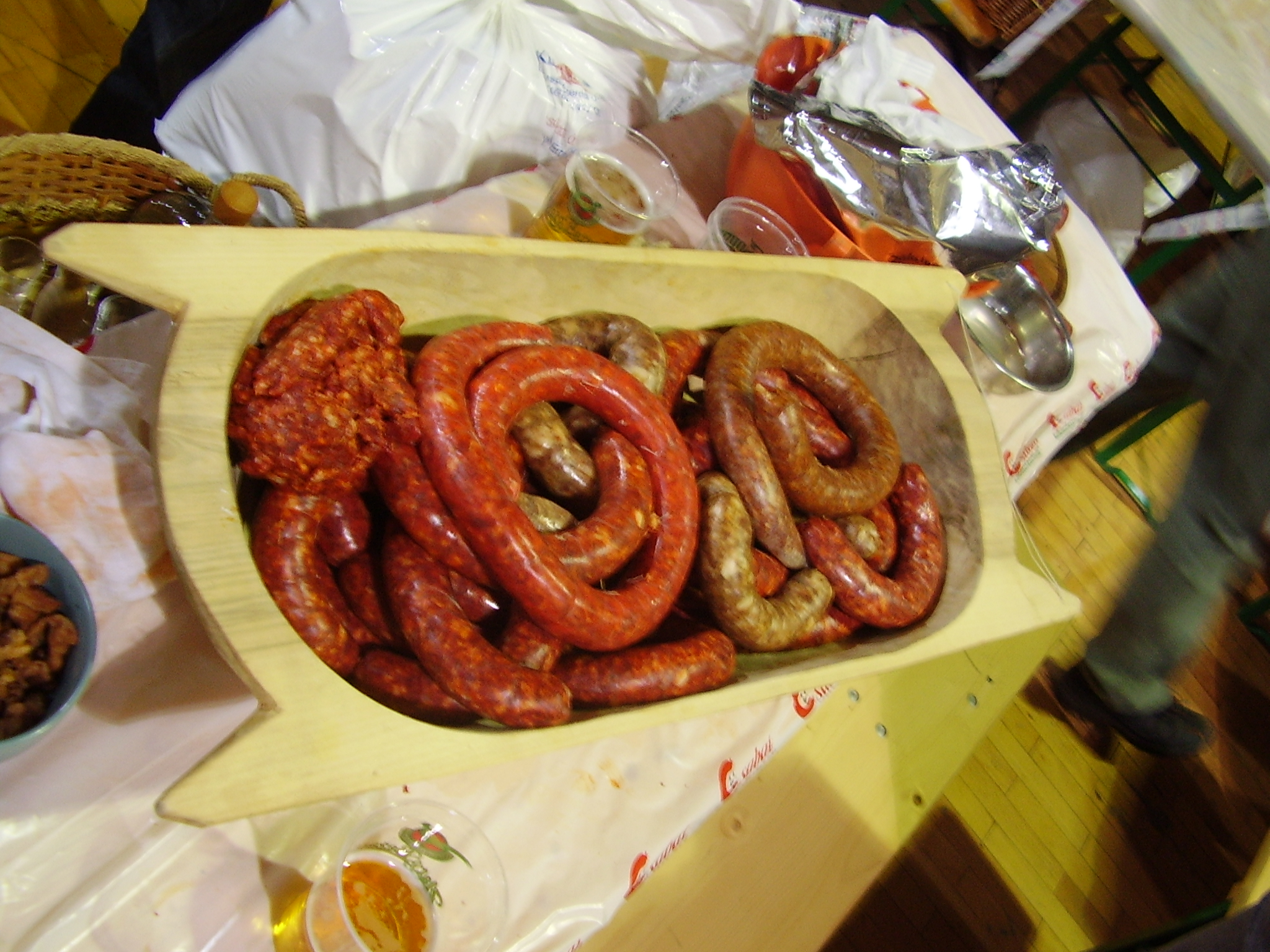

La saucisse de Csaba ([ˈt͡ʃɒbɒ]) est une saucisse hongroise à base de porc et de paprika, spécialité de la région de Békéscsaba (ville appelée aussi « Csaba »). Elle bénéficie d'une indication géographique protégée sous le nom de csabai kolbász/csabai vastagkolbász.